# Arhynchobatis asperrimus
Arhynchobatis asperrimus es una especie de pez de la familia Rajidae, en el orden de los Rajiformes. Es la única especie del género Arhynchobatis.

## Morfología
Los machos pueden llegar a alcanzar los 75 cm de longitud total.

## Reproducción
Es ovíparo y las hembras ponen huevos envueltos en una cápsula córnea.

## Hábitat
Es un pez de mar y de aguas profundas que vive entre 90-1070 m de profundidad.

## Distribución geográfica
Se encuentra en el Océano Pacífico suroccidental: es un endemismo de Nueva Zelanda. 

## Observaciones
Es inofensivo para los humanos. 